# Hercostomus phollae
Hercostomus phollae är en tvåvingeart som beskrevs av Jennifer L. Hollis 1964. Hercostomus phollae ingår i släktet Hercostomus och familjen styltflugor.
Artens utbredningsområde är Nepal. Inga underarter finns listade i Catalogue of Life.